# ガウス和
数学におけるガウス和（ガウスわ、英: Gauss sum）あるいはガウスの和とは、ある特別な1の冪根の有限和である。典型的に
{\displaystyle G(\chi ):=G(\chi ,\psi )=\sum \chi (r)\cdot \psi (r)}
で与えられる。ここで和はある有限可換環 R の元 r について取られ、ψ(r) は加法群 R+ から（複素平面の）単位円への群準同型で、χ(r) は単数群 R× から単位円への群準同型である。単元でない r については χ(r) = 0 と拡張する。ガウス和はガンマ関数の有限体における類似物である。
このような和は数論において至る所で現れる。例えば、あるディリクレ指標 χ に対して L(s, χ) と L(1 − s, χ) を関連付ける方程式が
{\displaystyle G(\chi )\ /\ |G(\chi )|}
を含むような、ディリクレのL関数の関数等式に現れる。ただし χ は χ の複素共役である。

## 歴史
カール・フリードリヒ・ガウスによって元々考えられていたケースは、R が奇素数 p を法とする剰余体 Z/pZ で χ がルジャンドル記号である二次ガウス和であった。ガウスは、いわゆるガウス和の符号を決定し
{\displaystyle \sum _{r}\left({\frac {r}{p}}\right)e^{2\pi ir/p}={\begin{cases}{\sqrt {p}}&p\equiv 1{\pmod {4}}\\i{\sqrt {p}}&p\equiv 3{\pmod {4}}\end{cases}}}
を証明した。
このガウス和の別の表現は、次のようなものである：
{\displaystyle \sum _{r}e^{\frac {2\pi ir^{2}}{p}}}
二次ガウス和は、テータ関数の理論と密接に関連している。
ガウス和の一般論は、19世紀の初頭に、ヤコビ和とそれらの円分体内での素元分解を利用することによって構築された。N を法とする整数の剰余環上のガウス和は、ガウス周期と呼ばれる密接に関連する和の線形結合である。
ガウス和の絶対値は、有限群上のプランシュレルの定理の応用の場面で通常現れる。R が p 個の元からなる体で、χ が非自明であれば、その絶対値は p1/2 となる。二次の場合のガウスの結果に続いて、一般のガウス和の厳密な値を決定することは、長く残されている問題となっている。いくつかの特別な場合については、クンマー和を参照されたい。

## ディリクレ指標のガウス和の性質
N を法とするディリクレ指標 χ のガウス和は、
{\displaystyle G(\chi )=\sum _{a=1}^{N}\chi (a)e^{2\pi ia/N}}
となる。さらに χ が原始的 (primitive) であるなら、
{\displaystyle |G(\chi )|={\sqrt {N}}}
となり、特にこの値は非ゼロである。より一般に N0 が χ の導手 (conductor) であり、χ0 が χ を誘導するような N0 を法とする原始的ディリクレ指標であるなら、χ のガウス和は χ0 のガウス和と次の式によって関係付けられる。
{\displaystyle G(\chi )=\mu (N/N_{0})\chi _{0}(N/N_{0})G(\chi _{0})~}
ここで μ はメビウス関数である。結果として、N/N0 が平方因子を持たず N0 と互いに素であるときにちょうど G(χ) は非ゼロとなることが分かる。G(χ) と他の指標のガウス和との関係には、次のものもある。
{\displaystyle G({\overline {\chi }})=\chi (-1){\overline {G(\chi )}}.}
ここで χ は複素共役ディリクレ指標である。また χ′ を N と互いに素な N′ を法とするディリクレ指標とすると、次が成り立つ。
{\displaystyle G(\chi \chi ^{\prime })=\chi (N^{\prime })\chi ^{\prime }(N)G(\chi )G(\chi ^{\prime }).}
χ と χ′ が同じ法の指標で、χχ′ が原始的であるときの G(χχ′)、G(χ) および G(χ′) の間の関係は、ヤコビ和 J(χ, χ′) によって調べられる。具体的には、次が成り立つ：
{\displaystyle G(\chi \chi ^{\prime })={\frac {G(\chi )G(\chi ^{\prime })}{J(\chi ,\chi ^{\prime })}}.}

### 関連書籍
- 高木貞治：「初等整数論講義」第2版、共立出版（1971年10月15日）の付録§60:「Gaussの和」。
- 小野孝：「ガウスの和　ポアンカレの和：数論の最前線から」、日本評論社、ISBN 978-4-535-78532-8 (2008年4月15日).